# André Robinet
Pour les articles homonymes, voir Robinet.
André Robinet, né le 19 janvier 1922 à Villevoques, dans le Loiret, mort le 13 octobre 2016 à Molineuf, est un philosophe et historien de la philosophie français. 
Directeur de recherches au CNRS et professeur titulaire de la chaire d'Histoire de la philosophie moderne à l'Université libre de Bruxelles, il a aussi été secrétaire général de 
l'Association des sociétés philosophiques de langue française de 1980 à 2004, vice-président de la Société Gottfried Wilhelm Leibniz et membre du comité de rédaction de nombreuses revues philosophiques, dont Les Études philosophiques, La Revue internationale de philosophie, les Studia Leibnitiana, le Lexicon Philosophicum et CIRPHO[C'est-à-dire ?].

## Biographie
André Robinet a dirigé les collections Recherches sur le XVIIe siècle (CNRS Éditions), Le Mouvement des Idées au XVIIe siècle (Presses universitaires de France), Philosophes de tous les temps (Éditions Seghers), Philosophie et Informatique et Pour Demain (Librairie philosophique J. Vrin).
Éminent spécialiste de la philosophie du XVIIe siècle, éditeur scientifique de textes inédits de Leibniz et de Malebranche dont il a dirigé l'édition critique des Œuvres Complètes (pour laquelle il reçut le prix Langlois de l’Académie française, le prix Victor-Delbos de l'Académie des sciences morales et politiques et la Médaille d'Argent du CNRS). Il a largement participé à l'édition des Œuvres de Maine de Biran et dirigé celles de Cournot - à propos duquel il a aussi coordonné, avec Jean Brun, des Études pour le Centenaire de sa mort (1977). 
Spécialiste aussi de Henri Bergson, André Robinet a édité ses Œuvres, préfacées par Henri Gouhier en 1959 (dernière édition, 2001), des Mélanges (1972) et Correspondances (2002) ainsi que plusieurs volumes des Études bergsoniennes.
Dans ces différents travaux d'édition scientifique, la plus grande attention a été portée à l'apparat critique des textes, des manuscrits et ratures de l'auteur aux états successifs des publications et à l'élaboration de notes explicatives érudites de première main.
André Robinet est l'auteur de "monuments" comme Système et existence dans l'œuvre de Malebranche et Architectonique disjonctive, automates systémiques et idéalité transcendantale dans l'œuvre de Leibniz, fruits de ces approches génétique et structurale conjuguées.
Il a publié des études originales telles que Léger Marie Deschamps, le maître des maîtres du soupçon et Métaphysique et politique selon Péguy à l'écriture vigoureuse et au contenu conceptuel et historique novateur, mais aussi des synthèses exhaustives et pédagogiques, comme La Philosophie française et La Pensée à l'âge classique.
André Robinet a lancé, en France, dès 1970, l'application de l'analyse lexicographique informatisée à de nombreux textes philosophiques : La Monadologie et le Discours de Métaphysique de Leibniz, les Méditations Métaphysiques de Descartes, l'Éthique de Spinoza, les Pensées sur l'interprétation de la Nature de Diderot et La Profession de foi du vicaire savoyard de Rousseau. Il a publié de multiples études conceptuelles fondées sur le relevé informatique des occurrences des termes, leurs rangs de fréquence, les relations syntagmatiques de  concordance, de vicariance  et de prééminence.  Études publiées notamment dans la Revue CIRPHO (Montréal) et les Actes des Colloques du "Lessico Intellettuale Europeo e storia delle Idee" dirigé à Rome par Tullio Gregory.  
Dans Le défi cybernétique, écrit en 1973, André Robinet fait le point sur le rapport entre l'homme et l'automate. Il y pense l'informatique comme méthode d'analyse philosophique "armée" et cherche les fondements de l'informatisation de la pensée. Ce qui le conduit à proposer une "logique du pensant".
André Robinet a été élevé au grade de commandeur des Palmes académiques.

## Publications
- Malebranche et Leibniz: relations personnelles, présentées avec les textes complets des auteurs et de leurs correspondants, revus, corrigés et inédits par André Robinet. Paris, Vrin, 1955.
- Leibniz et la racine de l'existence, présentation, choix de textes, bibliographie par André Robinet, Paris, Seghers, 1962, coll. "Philosophes de tous les temps".
- Merleau-Ponty : sa vie, son œuvre avec un exposé de sa philosophie, Paris, PUF, 1963, coll. "Philosophes".
- Jaurès et l'unité de l'être, présentation, choix de textes avec des inédits, biographie et bibliographie par André Robinet, Paris, Seghers, 1964, coll. "Philosophes de tous les temps".
- Bergson et les métamorphoses de la durée, présentation, choix de textes avec des inédits, biographie et bibliographie par André Robinet, Paris, Seghers, 1965, coll. "Philosophes de tous les temps".
- Système et existence dans l'œuvre de Malebranche, Paris, Vrin, 1965, coll. "Bibliothèque d'histoire de la philosophie".
- Péguy entre Jaurès, Bergson et l'Église. Métaphysique et politique, Paris, Seghers, 1968.
- Malebranche de l'Académie des sciences : l'œuvre scientifique, 1674-1715, Paris, Vrin, 1970, coll. "Bibliothèque d'histoire de la philosophie".
- Le Défi cybernétique : l'automate et la pensée, Paris, Gallimard, 1973, coll. "Les Essais".
- Dom Deschamps : le maître des maîtres du soupçon, présentation par André Robinet ; bio-bibliographie par Michel Bastien, Paris, Seghers, 1974, coll. "Philosophie".
- avec Michel Guéret et Paul Tombeur, Spinoza « Ethica », concordances, index, listes de fréquences, tables comparatives, Louvain-la-Neuve, CETEDOC (Centre de traitement électronique des documents), « Informatique et étude de textes », 1977.
- La Philosophie française, 3e éd. mise à jour, Paris, PUF, 1977, coll. "Que sais-je ?".
- Le Langage à l'âge classique, Paris, Klincksieck, « Horizons du langage. Série Époques et cultures », 1978.
- La Pensée à l'âge classique, Paris, PUF, 1981, coll. "Que sais-je ?".
- Recherches sur le XVIIe siècle, Paris, Éditions du CNRS, 1984.
- Architectonique disjonctive, automates systémiques et idéalité transcendantale dans l'œuvre de G. W. Leibniz, Paris, Vrin, 1986, coll. "Bibliothèque d'histoire de la philosophie".
- Principes de la nature et de la grâce fondés en raison. Principes de la philosophie ou monadologie, Paris, PUF, 1986, coll. "Épimethée".
- avec la collaboration de Maria-Vittoria Predaval et Nelly Bruyère, L'empire leibnizien : la conquête de la chaire de mathématiques de l'université de Padoue : Jakob Hermann et Nicolas Bernoulli (1707-1719), avec de nombreuses lettres inédites de J. et N. Bernoulli (et al.), Trieste, Lint, 1991.
- G. W. Leibniz : le meilleur des mondes par la balance de l'Europe, Paris, PUF, 1994, coll. "Fondements de la politique. Essais".
- Aux sources de l'esprit cartésien : l'axe La Ramée-Descartes, de la "Dialectique" de 1555 aux "Regulae", Paris, J. Vrin, 1996, coll. "De Pétrarque à Descartes".
- Descartes: la lumière naturelle : intuition, disposition, complexion, Paris, Vrin, 1999, coll. "De Pétrarque à Descartes".
- Justice et terreur, Leibniz et le principe de raison ; Le chemin du vieux moulin, Paris, Vrin, 2001, coll. "Pour demain".
- Le sera : existiturientia, G. W. Leibniz, Paris, Vrin, 2004, coll. "Pour demain".
- L'il a été : destin et liberté, Paris, Vrin, 2005, coll. "Pour demain".
- « La conception du droit naturel chez G. W. Leibniz », in Michel Weber et Pierfrancesco Basile (sous la direction de), Chromatikon II. Annuaire de la philosophie en procès — Yearbook of Philosophy in Process, Louvain-la-Neuve, Presses universitaires de Louvain, 2006, pp. 219–224.